# Mask (film)
Mask är en amerikansk dramafilm från 1985 i regi av Peter Bogdanovich. Huvudrollerna spelas av Cher och Eric Stoltz. Filmen är baserad på historien om den verkliga personen Roy Lee "Rocky" Dennis (1961–1978).

## Handling
Den 16-årige pojken Rocky Dennis (Eric Stoltz) är född med en missbildning som gör att hans skelett utvecklar sig alldeles för snabbt. Detta gör att Rocky får ett egendomligt utseende vilket väcker uppmärksamhet hos omgivningen. Hans mamma Rusty (Cher) gör allt för att ge sonen en så normal uppväxt som möjligt.

## Rollista (urval)
| Cher             | – Florence "Rusty" Dennis      |
| Sam Elliott      | – Gar                          |
| Eric Stoltz      | – Roy L. "Rocky" Dennis        |
| Estelle Getty    | – Evelyn Tullis (Rustys mamma) |
| Richard Dysart   | – Abe Tullis (Rustys pappa)    |
| Laura Dern       | – Diana Adams                  |
| Micole Mercurio  | – Babe                         |
| Harry Carey, Jr. | – Red                          |
| Dennis Burkley   | – Dozer                        |
| Lawrence Monoson | – Ben                          |
| Ben Piazza       | – Mr Simms                     |
| L. Craig King    | – Eric                         |
| Alexandra Powers | – Lisa                         |
| Kelly Jo Minter  | – Lorrie                       |
| Todd Allen       | – Canuck                       |
| Howard Hirdler   | – Stickman                     |
| Les Dudek        | – Bone                         |

## Om filmen
En sak som sker i filmen stämmer inte med verkligheten. Vid slutet av filmen får man se Rockys gravsten, men egentligen donerades hans kropp till Ronald Reagan UCLA Medical Center efter hans död. Enligt gravstenen föddes han 1964 och avled 1980. Rocky föddes egentligen 1961 och avled 1978.
Dikten som man får höra i filmen är skriven av Rocky själv på riktigt.
Efter att Cher medverkat i filmen engagerade hon sig i organisationen Children's Craniofacial Association (CCA), som arbetar för barn som har skelettmissbildningar i ansiktet.
Den svenske popmusikern Jens Lekman refererar till filmen på EP:n Rocky Dennis (2004).